# Hot Love
Hot Love är en glamrocklåt, inspelad av glamrockgruppen T. Rex 1971. Den skrevs av gruppens sångare och frontfigur Marc Bolan. Inspelningen producerades av Tony Visconti. Den gavs ut som fristående singel i februari 1971 och kom att bli gruppens första singeletta i Storbritannien.
Howard Kaylan och Mark Volman bidrar med körsång på låten. Detta var också T. Rex första inspelning tillsammans med trummisen Bill Legend som var medlem i gruppen under dess populäraste period fram till 1973.

## Listplaceringar
| Lista (1971)   | Position               |
| -------------- | ---------------------- |
| Australien     | 2 (Go Set)             |
| Frankrike      | 18                     |
| Irland         | 1                      |
| Nederländerna  | 9                      |
| Nya Zeeland    | 7 (NZ Listner)         |
| Schweiz        | 3                      |
| Spanien        | 16                     |
| Storbritannien | 1                      |
| Sverige        | 2 (Kvällstoppen)       |
| Sverige        | 3 (Tio i topp)         |
| USA            | 72 (Billboard Hot 100) |
| Västtyskland   | 3                      |
| Österrike      | 8                      |